# Euneomys chinchilloides
Euneomys chinchilloides é uma espécie de roedor da família Cricetidae.
Apenas pode ser encontrada no Chile.